# 洛神賦圖
《洛神賦圖》，相傳是東晉名畫家顧愷之根據曹植文學作品《洛神賦》的故事情節所創作的故事畫。曹植原文借對夢幻之境中人神戀愛的追求，抒發了情感失意的自我感傷。

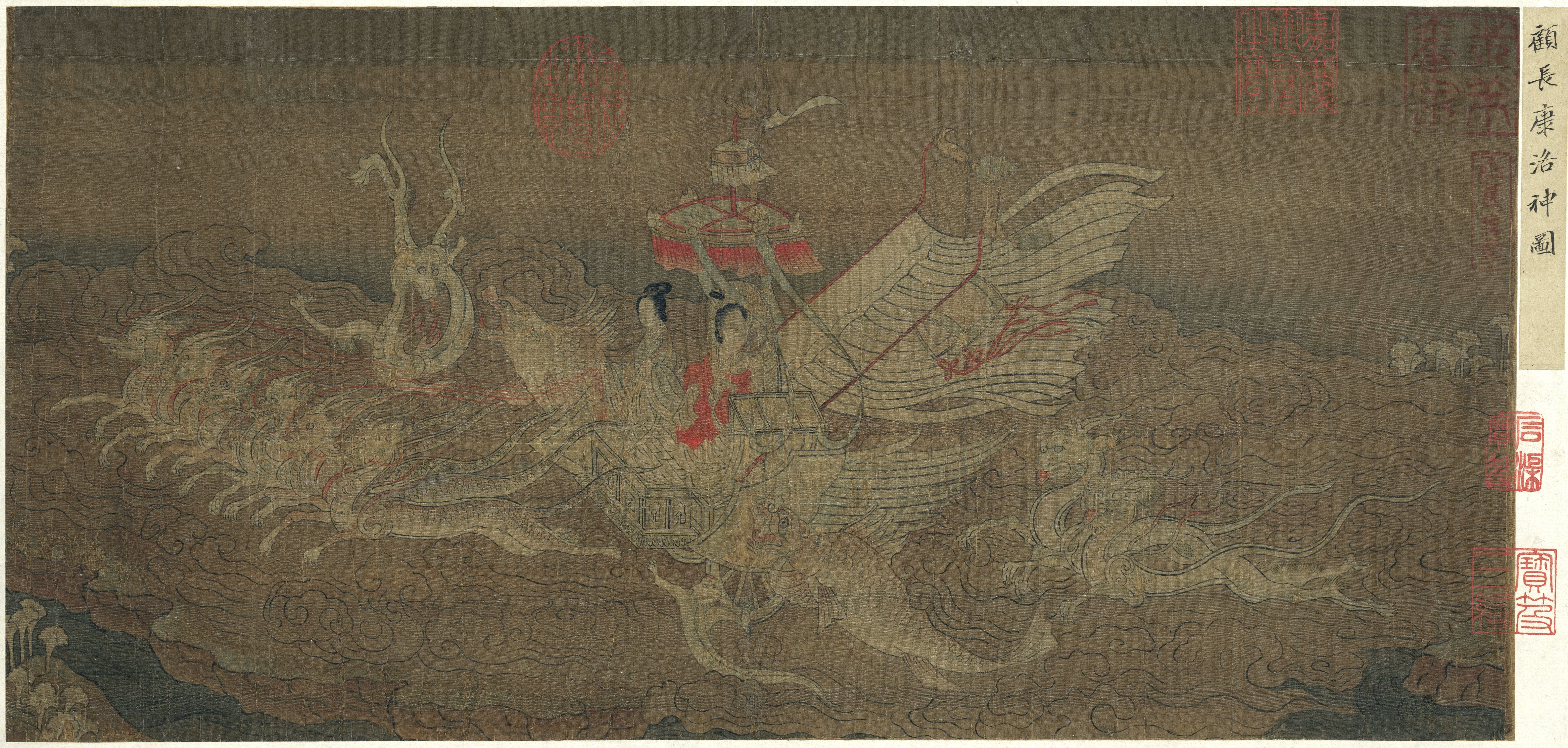
臺北國立故宮博物院藏《洛神賦圖》（甲本）

## 背景
1. 歷史環境的影響：魏晉南北朝在中國歷史上是一段戰亂頻繁，複雜多變而又分裂的時期。政治的不穩定、時局的混亂動盪，雖帶來了經濟的普遍衰退，卻反而前所未有地豐富了文化的內容與內涵，這是中國古代思想文化一個自由解分、富于智慧和才情的時代。尤其人物畫在這樣的背景下也依託於文學創作，產生了快速的發展。
2. 儒家思想的影響：早在秦漢時期，由於儒家思想一統天下，人物畫必然被統治者當作宣傳政教的工具，因為山水畫和花鳥畫無法很直觀地教育人們該如何才能符合上層社會所要求的道德標準，只有人物的行為舉止很形象地刻劃出來才能被群眾普遍接受，並以其為行動指南。這多少加強了人們對人物畫的重視。
3. 玄學思想的產生：魏晉時期，由於戰亂不斷，人們開始懷疑儒家仁義道德的真實性，儒家思想的統治地位開始動搖，而崇尚自由的玄學在這一時期產生並發展起來。在玄學思想的影響下，推動了中國古代思辯哲學的發展，同時也帶來了文學與藝術的覺醒。
4. 佛教的影響：佛教在魏晉南北朝十分盛行，佛教教義不僅更有利於統治者加強思想控制也能為廣大窮苦百姓指明一條精神解脫的道路，社會各個階層對佛教都有迫切的需要，因而得到廣泛的傳播。佛教為充分發會它那"以形象以教人"的作用，便不遺餘力地藉助繪畫直觀具體的感人形象，以作為它有力的宣傳手段。佛畫傳入印度藝術的表現手法，最後促使人物畫技法的成熟，並對藝術美學產生的奠基作用。[1]

## 遼寧本[2]
《洛神賦圖》是顧愷之在某一天偶然讀到有人送來三國時代（220-280年）曹植寫的《洛神賦》後有感而作的。由於顧愷之所作原本現已亡佚，僅存數套摹本傳世。
遼寧本《洛神賦圖》應是南宋高宗時期，大約1162年之前所作的摹本，忠實保留了六朝時期原本（約成於560-580年）的構圖、圖像與圖本部列的圖貌。此摹本的摹成反映了當時南宋的政治背景。
當時宋高宗在臨安即位，重建南宋政治中心，朝廷官員為宣誓效忠，同時向北方金朝（1115-1234年）宣示南宋的政治及文化正統地位，因此在紹興二十年（1150年）左右便開始推動許多文化復興，包括大量製作相關的書畫作品，遼寧本《洛神賦圖》即在此背景下完成。先由高宗的宮廷畫師臨摹原畫，再由書者抄錄賦文。
遼寧本《洛神賦圖》採「圖文融和法」，將賦文分為長短不一的段落，並和相關圖像形成不同組合，使圖畫與文字在畫面上產上一種動態的互動效果與整體的韻律感。有了賦文引導，使人能了解整則圖像相互之間的故事情節和關係。是六朝時期創行的圖文配置法，顯示這些賦文在六朝構圖中就已存在，並不是南朝臨摹時才加上的。
同時，作者採用半連圈式的空間設計，用許多小土丘作為空間的區隔物，以界定各場景的範圍，使場景和場景之間更為段落分明。
遼寧本《洛神賦圖》（26×646公分）為以山水為背景的故事卷，畫面已連續式的構圖法由右至左展開。整卷故事可分為五幕共十二景：
- 第一幕：〈邂逅〉
  - 第一景：〔離京〕（佚）
  - 第二景：〔休憩〕（佚）
  - 第三景：〔驚豔〕

- 第二幕：〈定情〉 
  - 第一景：〔嬉戲〕
  - 第二景：〔贈物〕

- 第三幕：〈情變〉
  - 第一景：〔重靈〕
  - 第二景：〔徬徨〕

- 第四幕：〈分離〉
  - 第一景：〔備駕〕
  - 第二景：〔離去〕

- 第五幕：〈悵歸〉
  - 第一景：〔泛舟〕
  - 第二景：〔夜坐〕
  - 第三景：〔東歸〕

其中，第一幕中〔離京〕和〔休憩〕已全然不見；第三幕中〔重靈〕的一部分也遺失。

### 第一幕：〈邂逅〉
本卷一開始兩景〔離京〕和〔休憩〕已佚，現今所見的是一些簡單樹木與二十列小楷書，內容所抄錄的是《洛神賦》題目和賦文開端的三十八句文字。「黃初三年，余朝京師，還濟洛川。......余告之曰：「其形也，...」

此段文字正是在描述，日落時分，曹植在洛水邊林木漫步時，忽見洛神；然其他人都無法看到，於是請曹植描述出他所見到的洛神有多美。

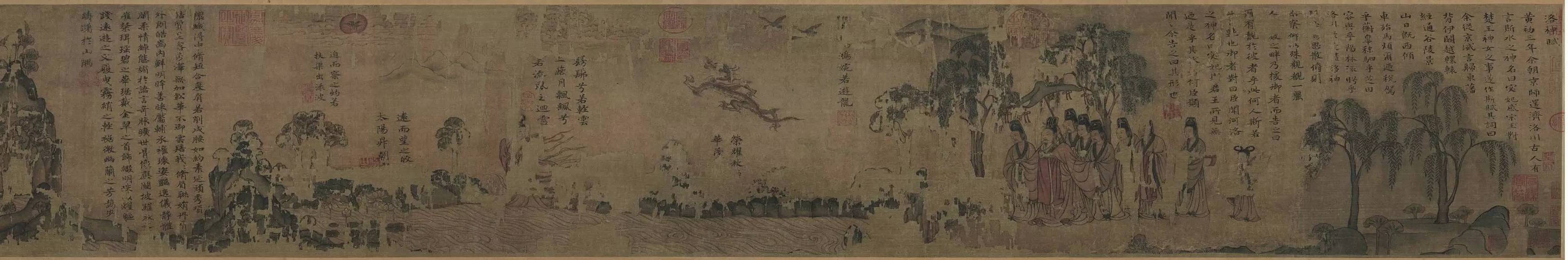
驚豔

接著第三景：〔驚豔〕所圖寫的場景是曹植向御者描述洛神的美艷。伴圖分佈在洛神四周的
「翩若驚鴻，婉若游龍。......扶蕖出淥波。」
在此景裡出現兩組人物圖像，右邊一組的曹植和八個侍從站在河岸上的兩棵柳樹下，及左邊一組站在水邊的洛神及形容其如何美麗的圖像：「驚鴻」、「游龍」、「秋菊」、「春秋」、「輕雲蔽月」、「流風回雪」、「太陽昇朝霞」、「芙蕖出綠波」。
其中曹植穿戴藩王服飾，頭戴梁冠，身著寬袖長袍，腳著笏頭履；侍者頭戴黑紗籠冠，身穿v形領直袍，長褲和高齒履。另有一童子站在右邊，投梳雙鬟，手持羽扇。畫者也將賦文中的節奏感與音律變化轉移在人物站立位置的高低與疏密，創造出視覺的上連續與頓挫。而洛神則是站在水畔，身體朝左，頭部向右，左手舉至胸前，手持圓形羽扇，右手輕舉至肩，四周分佈著描寫其美麗的八個圖像，這八個圖像與文字交錯，在畫面上忽高忽低，如有旋律式的組合關係，是畫面充滿動感的視覺表現。
在左方山谷上旁則抄錄了對洛神系部描寫的賦文：「穠纖得衷，脩短合度，肩若削成，腰如約素。......步踟躕於山隅。」

### 第二幕：〈定情〉

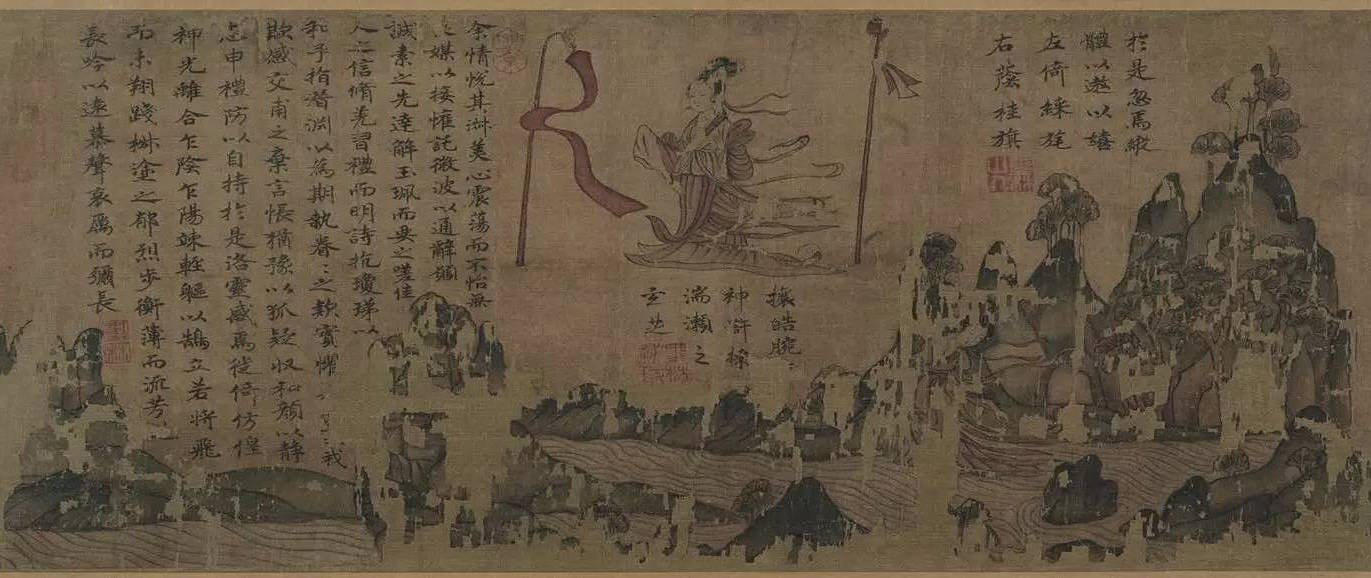
嬉戲

第一幕〔嬉戲〕景中，表現的是洛神在河邊嬉鬧的兩個動作，與第一個動作相關的賦文寫在畫面右上方：「於是忽焉縱體，以遨以嬉。左倚采旄，右蔭桂旗。」在文字的左邊則表現了洛神在彩旄和桂旗間遊戲的樣子，其頭梳雙鬟，身套V型對襟半臂，下著百摺長裙。在這圖像的下方則出現與其第二個動作相關的文字：「攘皓腕於神滸兮，採湍瀨之玄芝。」在右下方則表現了洛神探手採水中芝草樣，但畫面殘破較難觀察。

贈物

第二幕〔贈物〕，則描繪了洛神賦中，曹丕被洛神美貌所吸引，以玉佩相贈，洛神也以瓊珶回報，但曹植卻想到古代人神相戀後，凡人被神靈辜負後的例子，而改變心意，使洛神察覺後深受傷害。此段賦文出現在畫面的右端：「余情悅其淑美，心震蕩而不怡。......超長吟以永慕兮，聲哀厲而彌長。」然畫面只描繪了曹植解玉贈送給洛神的橋段，其中曹植居左朝右而立，右手搭在侍者身上，左手拿玉，洛神手持與扇，右手本應持瓊珶，但畫絹受損難以辨認。此處曹植居左，洛神居右的表現模式與前者不同，可看作是以不尋常的佈局去描繪曹植內心的轉變。

### 第三幕：〈情變〉

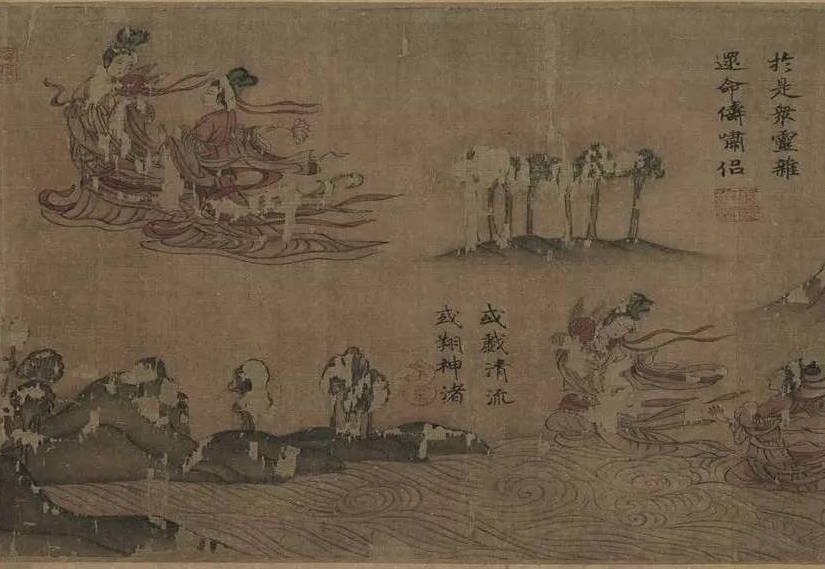
眾靈

第一景〔眾靈〕依據賦文所記，應包含四組女靈在「戲清流」、「翔神渚」、「採明珠」和「拾翠扇」，但「或採明珠，或拾翠扇」此段的賦文與圖像已佚失。
在場景的右上方山林間及左邊小山林下各出現兩列賦文。第一段賦文：「於是眾靈雜遝，命儔嘯侶。或戲清流，或翔神渚。」畫中右下方出現兩個女神在水中嬉戲，描繪「或戲清流一句」。畫中左上方則是兩個女神在岸上的天空處悠遊，居左者手持羽扇，居右者似持蓮花，描「或翔神渚」此句。
接著是兩段較長的賦文，描寫促使洛神徘徊不忍離去的纏綿的感情。第一段賦文：「從南湘之二妃，攜漢濱之遊女。......若危若安。」與此段賦文可能相關的圖目前已經佚失。第二段賦文：「進止難期，若往若還。轉眄流精，光潤玉顏，含辭未吐，氣若幽蘭。華容阿那，令我忘餐。」相關附圖在文字下方，描繪曹植望著徘徊不忍離去的洛神。其中曹植坐在匟上，侍者站在後方楊林間，洛神為在左邊，以四分之三的側面朝右，微俯望著曹植。

### 第四幕：〈分離〉

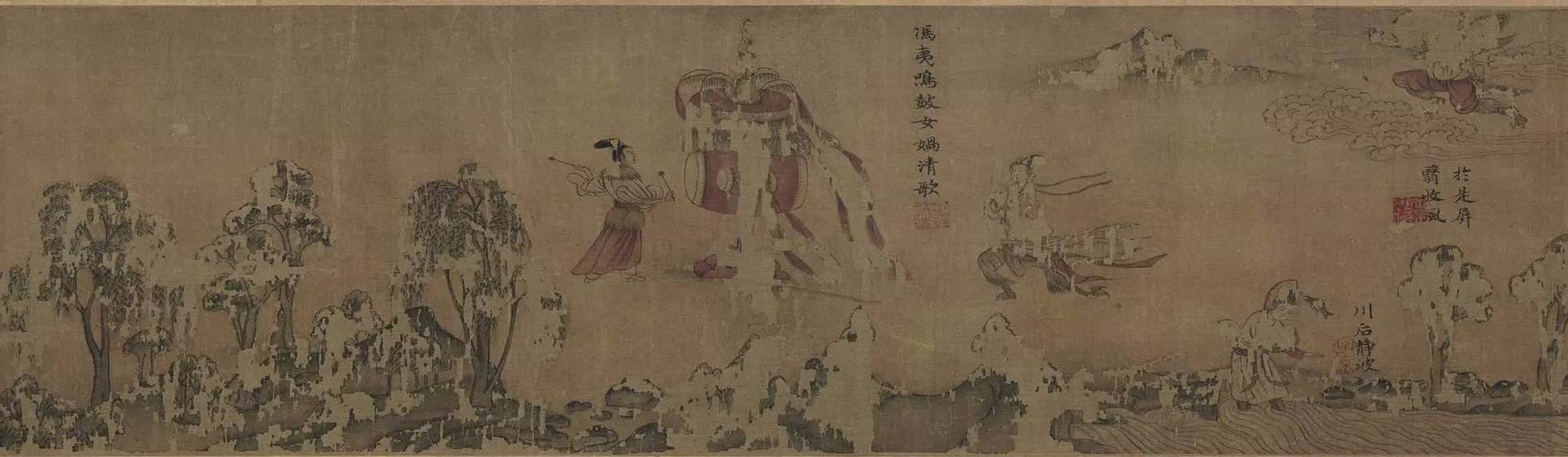
備駕

第一景〔備駕〕圖寫了屏翳、川后、馮夷、和女媧等四個神靈使風平浪浪靜，為洛神離去做準備的情形。卷中賦文分為三組：「於是屏翳收風，」「川後靜波。」「馮夷鳴鼓，女媧清歌。」分別描繪風神屏翳騰雲在空中，向左方猛裡吹氣收風：河神右手持竿，左手平息水波；女媧衣帶飄揚；馮夷持棒打鼓的樣貌。

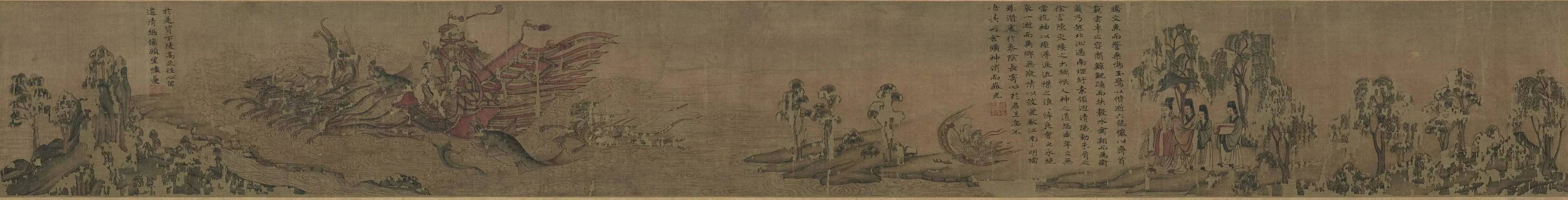
離去

第二景〔離去〕描繪了洛神成雲車，在水靈們護衛之下離去的場景，賦文寫成八列：「騰文魚以警乘，鳴玉鸞以偕逝，六龍儼其齊首，載雲車之容裔。......忽不悟其所捨，悵神宵而蔽光。」此段附圖有兩組人物，右側為曹植和其侍者，左邊為洛神和御主坐在雲車內，四周有水凌簇擁，凌波而去。在賦文左方騎在鳳凰上的女神在賦文中沒有提到，可能是畫家為畫面美感而添加上去。

### 第五幕：〈悵歸〉

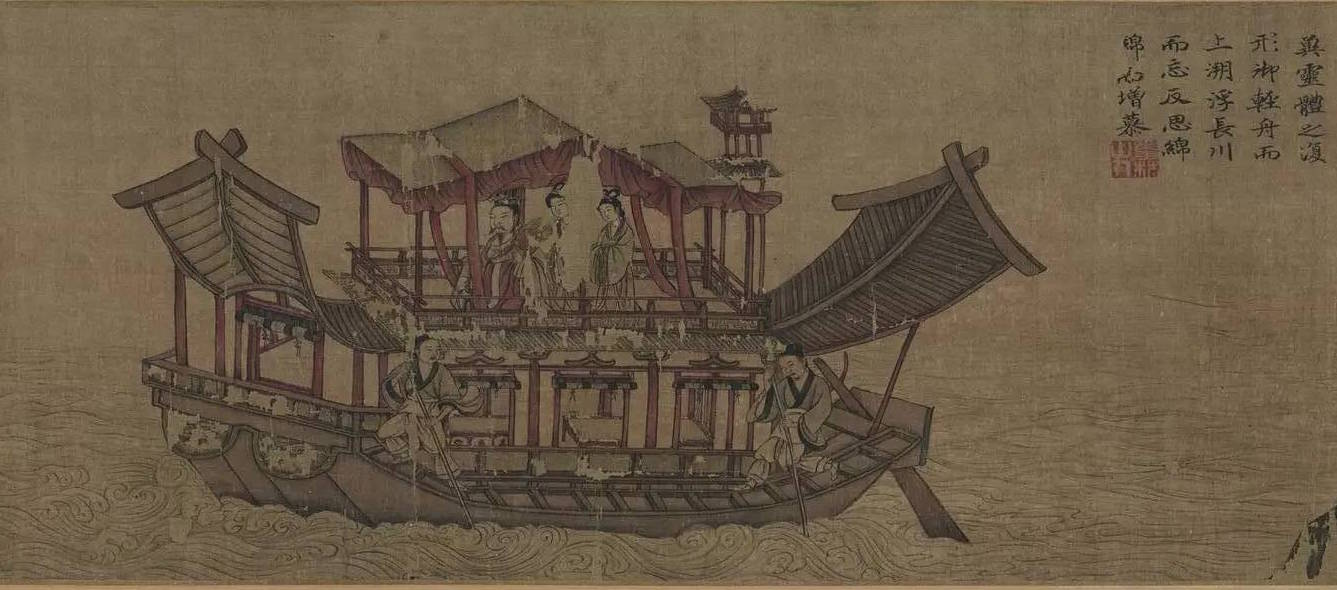
泛舟

第一景〔泛舟〕描繪曹植承舟溯水，追求洛神的情景。「冀靈體之復形，御輕舟而上溯。浮長川而忘反，思緜緜而增慕。」曹植坐在精緻樓船上層，船蓬上垂曼垂帶飄動，浪花拍打船身，表現木船前進的狀態。

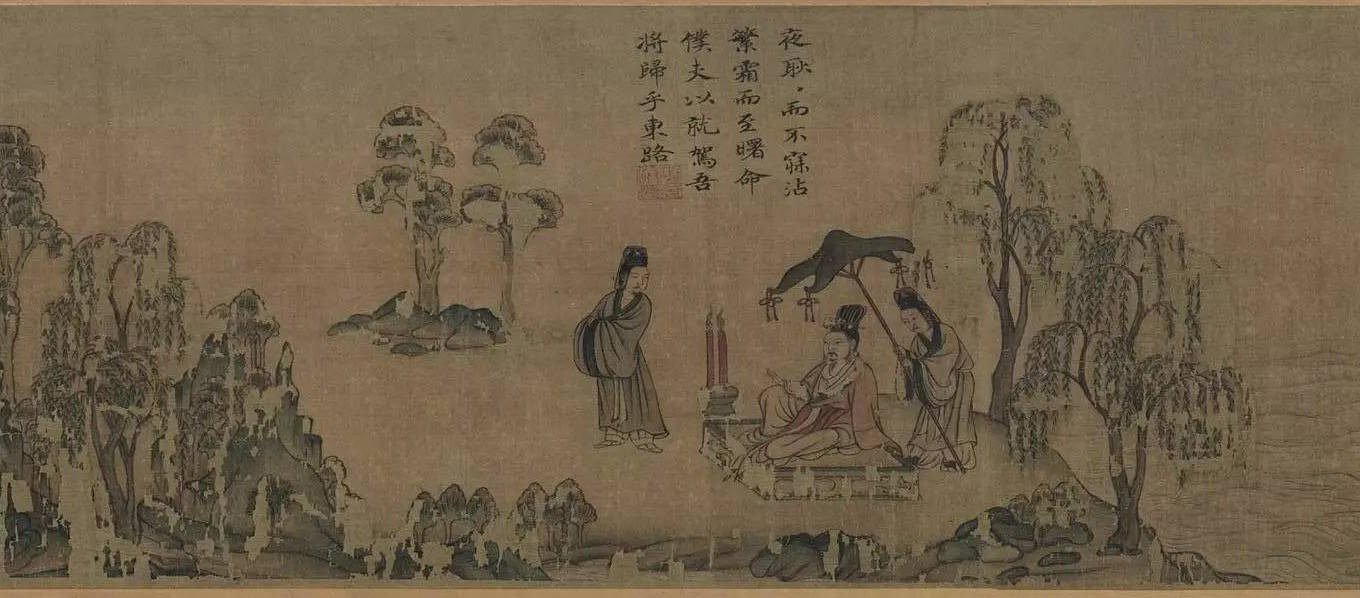
夜坐

第二景〔夜坐〕表現了曹植因自己背信而充滿悔恨，懷念洛神而無法入眠，徹夜露天長坐的情形。畫中賦文：「夜耿耿而不寐，沾繁霜而至曙。命僕夫而就駕，吾將歸乎東路。」附圖曹植坐在匟上，匟旁的地面上立者兩根燃燒的蠟燭，表示時值夜晚。站在其後的侍者持傘遮住曹植，避免其沾霜，

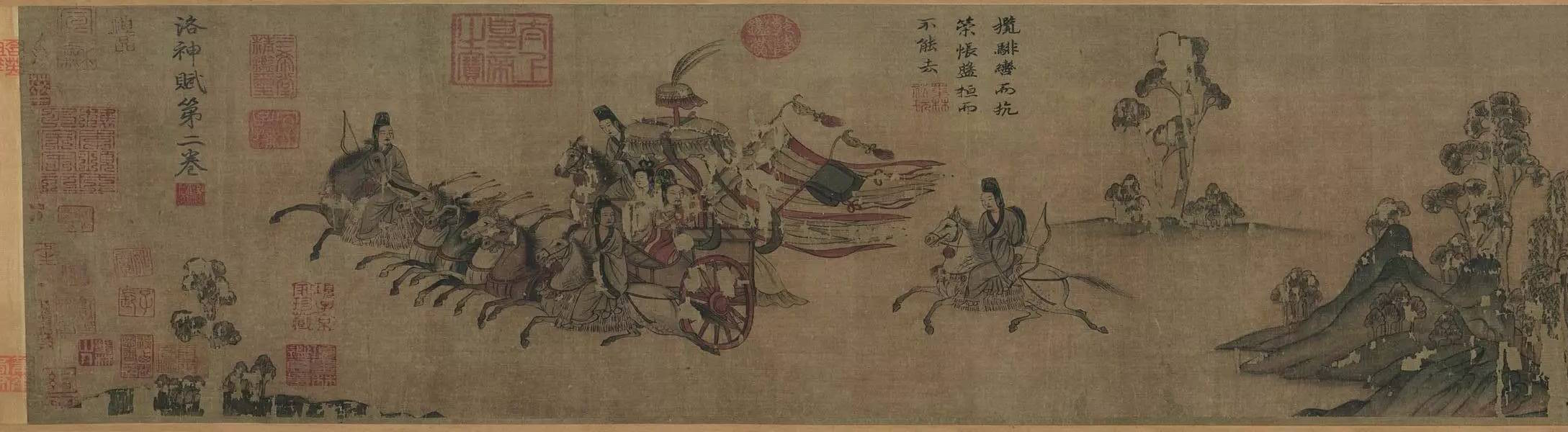
東歸

最後一景〔東歸〕表現了曹植的車駕與隨從等人一起東歸藩國的情景。賦文：「攬騑轡以抗策，悵盤桓而不能去。」附圖曹植坐在車內，在其右側仕女專心執轡，四個護衛在角落同步並行。全隊車馬往右前奔去，但車內曹植卻回頭右望，似乎在尋索那已隨洛水的浪花一同消失身後的戀情。

## 傳世《洛神賦》故事畫的表現類型和風格系譜
不計現代作品，目前所知的《洛神賦圖》共有九本（套），分別作成於不同時代，且分藏在各地博物館，包括遼寧省博物館一本、北京故宮博物院三本（簡稱北京甲本、北京乙本、北京丙本）、臺北國立故宮博物院二本（臺北甲本、臺北乙本）、美國佛利爾美術館二本（佛利爾甲本、佛利爾乙本）和大英博物館一本。這九本在內容上完整的程度不同：最完整的為北京乙本；最短為台北甲本，僅為其中一對；次短的為北京丙本，只有一景。其中北京丙本的山水最精簡，自成一格；其餘六本（遼寧本、北京甲本、弗利爾甲、乙本、台北甲、乙本）的山水背景都較簡單而且大同小異，顯示了彼此之間某種傳承和轉摹的關係。

### 六朝類型的《洛神賦圖》
表現上的特色和代表作品可以歸節如下：
1. 以連續式構圖法表現全本《洛神賦》故事
2. 將故事情節分為五幕十二景
3. 圖像各伴以相關賦文／有的省去賦文
4. 背景山水的造形和結構簡單
5. 人物造型質樸
6. 人物比例大於山水
7. 代表作品：臨摹本如遼寧本和北京甲本；再摹本如佛利爾甲本和臺北甲本；轉摹本如佛利爾乙本和臺北乙本。[5]

### 宋代類型的《洛神賦圖》
人物比例減小，山水比例加大，且結構复杂；而且他們仍然以多畫面來圖寫《洛神賦》全文的故事情節。這種故事畫中採取結構复杂的山水來主導人物活動，是宋代的表現法。這個類型在構圖上又包括兩種型態：一種為連續式構圖，另一種為單景式構圖。
連續式構圖
1. 仿六朝類型，原則上將全本的故事情節分為五幕十二景
2. 節錄訃聞至於框內，伴隨相關圖像
3. 背景山水的造形和結構複雜，表現宋代山水畫的立體感和空間感
4. 人物服飾繁複，呈現重量感
5. 山水比例大於人物
6. 代表作品：北京乙本和大英本

單景式/單景系列式構圖法
1. 全套應有十二景，各成獨地構圖
2. 像對付文摳能書寫於對幅，如宋代詩畫合冊
3. 背景山水為南宋風格，造形經質，表現立體感和空間感
4. 人與物的圖像細節表現宋代衣冠器物的特色
5. 山水比例大於人物
6. 代表作品：北京丙本

### 元代類型的《洛神圖》
元代類型的表現特色是以單幅標幟式的洛神圖像來暗示整個《洛神賦》中發生的故事。
1. 單幅單景構圖
2. 只取洛神為代表性圖像
3. 省去背景，餘下相關象徵物，如將按、水面、芙蕖、松、菊等物，以暗示人物圖像為洛神
4. 幅上或錄賦文、或題詩、或引用《洛神賦》典故
5. 代表作品：衛九鼎所作的《洛神圖》[9]

### 明清以降的《洛神圖》
多呈現單福標幟式的構圖模式

## 版本比較
構圖上和圖像上的比較
| 版本       | 年代                     | 尺寸          | 構圖 | 人物畫法 |
| ---------- | ------------------------ | ------------- | --- | --- |
| 遼寧本     | 南宋高宗（約1162年之前） | 26.0X646.0 cm | 圖文融和法 半連圈式的空間設計 | 遼寧本的人物畫所見的圓柱狀人物造型，風格上可追溯到六世紀的人物畫法。 |
| 北京甲本   | 北宋晚期（約12世紀初）   | 27.1X572.2 cm | 無賦文，有些空隙縮減，而有些地增加樹石、土丘 | 人物呈現修長的人體造型和精細的鐵線描法，這種特質顯漏了它與顧愷之春蠶吐絲傳統的關係。透過用筆和表現手法，令人想起傳為李唐所作的《晉文公復國圖》，它所依據的是李公麟詮釋顧愷之的人物畫風。 |
| 佛利爾甲本 | 南宋（13世紀）           | 24.2X310.9 cm | 這幅山水畫很明顯地展示了一角構圖；它的風格盛行與十三世紀的馬遠、夏珪傳統有關。 | |
| 台北甲本   | 13世紀                   | 25.5X52.4 cm  | 本圖為一開冊頁，本畫原本可能是畫卷中的一段，經裁切而成為現今的冊頁形制。從畫風推測，此幅畫應是一件遼寧本與北京甲本混合而成的中間本，但此中間本現已不存，故無法知其全貌。現僅存一頁。 | |

## 藝術價值與對後代中國繪畫的影響力
《洛神賦》以其華美的詞藻和音樂性，以及如真似幻的人神相戀故事，歷代以來不但成為膾炙人口的文學作品，而且是畫家經常表現的故事畫題材。依其所圖寫內容的完整程度而言，這些表現《洛神賦》故事畫的作品，又可分為圖寫全本故事情節的「洛神賦圖」，含僅圖寫洛神形象來代表全則故事的「洛神圖」兩大類。